# Italiani regionali meridionali
Gli italiani regionali meridionali sono un insieme di dialetti della lingua italiana parlati in buona parte del Sud Italia.
Alle volte anche l'italiano regionale della Sicilia è classificato, per motivi geografici, in questo gruppo.

## Origini
Le varietà meridionali traggono origine dalla mescolanza della lingua italiana standard, portata dalla scolarizzazione del Regno d'Italia, con i locali dialetti italiani meridionali.

## Suddivisioni
L'italiano regionale non è uniforme in tutta l'area linguistica, però non vi è una suddivisione dialettale precisa a tema.

## Caratteristiche
Prendendo come standard l'italiano di Napoli, le caratteristiche dell'italiano meridionale sono:
- Chiusura delle vocali toniche nei dittonghi
- Sostituzione di "gl" con la semivocale "j"
- Utilizzo maggiore del passato remoto
- Caduta delle sillabe finali nell'allocativo